# Liga Futebol Amadora Primeira Divisão 2023
Die Liga Futebol Amadora Primeira Divisão 2023 war die sechste Spielzeit der höchsten osttimoresischen Fußballliga seit ihrer Gründung im Jahr 2015. Die Saison begann am 17. Februar 2023 und endete am 30. April 2023. Titelverteidiger war Karketu Dili. Meister wurde wie in der vorherigen Saison Karketu Dili. Vor der Saison zog sich der FC Lalenok United aus dem Spielbetrieb zurück. An der Liga nahmen nach dem Rückzug neun Mannschaften teil.

## Teilnehmende Mannschaften
| Verein                  | Beheimatet in |
| ----------------------- | ------------- |
| AS Ponta Leste          | Dili          |
| Académica FC            | Dili          |
| Aitana FC               | Dili          |
| Assalam FC              | Dili          |
| Atlético Ultramar       | Manatuto      |
| Emmanuel FC             | Dili          |
| Karketu Dili            | Dili          |
| FC Lalenok United       | Dili          |
| FC Porto Taibesse       | Dili          |
| Sport Laulara e Benfica | Laulara       |

## Abschlusstabelle
Stand: Saisonende 2023
| Pl. | Verein                    | Sp. | S | U | N | Tore    | Diff. | Punkte |
| --- | ------------------------- | --- | - | - | - | ------- | ----- | ------ |
| 1.  | Karketu Dili (M)          | 8   | 6 | 0 | 2 | 016:700 | +9    | 18     |
| 2.  | Emmanuel FC (N)           | 8   | 5 | 0 | 3 | 021:100 | +11   | 15     |
| 3.  | Sport Laulara e Benfica 1 | 8   | 5 | 2 | 1 | 013:110 | +2    | 14     |
| 4.  | AS Ponta Leste            | 8   | 4 | 1 | 3 | 013:900 | +4    | 13     |
| 5.  | Atlético Ultramar (N)     | 8   | 3 | 2 | 3 | 008:900 | −1    | 11     |
| 6.  | Assalam FC                | 8   | 3 | 2 | 3 | 011:110 | ±0    | 11     |
| 7.  | FC Porto Taibesse (N)     | 8   | 2 | 2 | 4 | 008:130 | −5    | 08     |
| 8.  | Académica FC (N)          | 8   | 1 | 2 | 5 | 009:150 | −6    | 05     |
| 9.  | Aitana FC                 | 8   | 1 | 1 | 6 | 011:250 | −14   | 04     |
| 10. | FC Lalenok United         | 0   | 0 | 0 | 0 | 000:000 | ±0    | 0      |

| Zum Saisonende 2023:                                                                       |
| Osttimoresischer Meister Zwangsabstieg Rückzug aus der Liga Abstieg in die Segunda Divisão |

| Zum Saisonende 2019: |                                                                             |
| (M)                  | Amtierender Meister: Karketu Dili                                           |
| (N)                  | Aufsteiger: Emmanuel FC, Atlético Ultramar, FC Porto Taibesse, Académica FC |

## Spielplan und Ergebnisse

### 1. Spieltag
| Datum            |                   | Ergebnis |              |
| ---------------- | ----------------- | -------- | ------------ |
| 17. Februar 2023 | FC Porto Taibesse | 1:2      | Aitana FC    |
| 18. Februar 2023 | Atlético Ultramar | 2:1      | Karketu Dili |
| 19. Februar 2023 | AS Ponta Leste    | 2:2      | Académica FC |
| 21. Februar 2023 | Emmanuel FC       | 0:1      | Assalam FC   |

### 2. Spieltag
| Datum           |                         | Ergebnis |                   |
| --------------- | ----------------------- | -------- | ----------------- |
| 22. Februar 202 | Sport Laulara e Benfica | 1:1      | Atlético Ultramar |
| 1. März 2023    | Karketu Dili            | 0:1      | Emmanuel FC       |
| 2. März 2023    | Aitana FC               | 0:3      | Académica FC      |
| 3. März 2023    | Assalam FC              | 2:0      | AS Ponta Leste    |

### 3. Spieltag
| Datum         |                | Ergebnis |                         |
| ------------- | -------------- | -------- | ----------------------- |
| 4. März 2023  | Emmanuel FC    | 0:2      | Sport Laulara e Benfica |
| 5. März 2023  | Académica FC   | 1:2      | FC Porto Taibesse       |
| 10. März 2023 | Assalam FC     | 2:2      | Aitana FC               |
| 11. März 2023 | AS Ponta Leste | 1:2      | Karketu Dili            |

### 4. Spieltag
| Datum          |                         | Ergebnis |                |
| -------------- | ----------------------- | -------- | -------------- |
| 12. März 2023  | Atlético Ultramar       | 1:2      | Emmanuel FC    |
| 15. März 2023  | FC Porto Taibesse       | 3:0      | Assalam FC     |
| 22. März 2023  | Aitana FC               | 1:3      | Karketu Dili   |
| 15. April 2023 | Sport Laulara e Benfica | 1:0      | AS Ponta Leste |

### 5. Spieltag
| Datum          |                         | Ergebnis |                   |
| -------------- | ----------------------- | -------- | ----------------- |
| 23. März 2023  | Assalam FC              | 1:1      | Académica FC      |
| 25. März 2023  | AS Ponta Leste          | 1:0      | Atlético Ultramar |
| 2. April 2023  | Sport Laulara e Benfica | 4:3      | Aitana FC         |
| 28. April 2023 | Karketu Dili            | 1:0      | FC Porto Taibesse |

### 6. Spieltag
| Datum          |                   | Ergebnis |                         |
| -------------- | ----------------- | -------- | ----------------------- |
| 21. März 2023  | Emmanuel FC       | 1:3      | AS Ponta Leste          |
| 24. März 2023  | FC Porto Taibesse | 1:1      | Sport Laulara e Benfica |
| 12. April 2023 | Académica FC      | 1:2      | Karketu Dili            |
| 13. April 2023 | Aitana FC         | 0:1      | Atlético Ultramar       |

### 7. Spieltag
| Datum          |                         | Ergebnis |                   |
| -------------- | ----------------------- | -------- | ----------------- |
| 14. März 2023  | Sport Laulara e Benfica | 2:0      | Académica FC      |
| 4. April 2023  | Atlético Ultramar       | 0:0      | FC Porto Taibesse |
| 16. April 2023 | Karketu Dili            | 2:1      | Assalam FC        |
| 30. April 2023 | Emmanuel FC             | 8:2      | Aitana FC         |

### 8. Spieltag
| Datum          |                   | Ergebnis |                         |
| -------------- | ----------------- | -------- | ----------------------- |
| 30. März 2023  | Assalam FC        | 1:2      | Sport Laulara e Benfica |
| 14. April 2023 | FC Porto Taibesse | 1:5      | Emmanuel FC             |
| 22. April 2023 | Aitana FC         | 1:3      | AS Ponta Leste          |
| 29. April 2023 | Académica FC      | 1:2      | Atlético Ultramar       |

### 9. Spieltag
| Datum          |                         | Ergebnis |                |
| -------------- | ----------------------- | -------- | -------------- |
| 31. März 2023  | FC Porto Taibesse       | 0:3      | AS Ponta Leste |
| 1. April 2023  | Académica FC            | 0:4      | Emmanuel FC    |
| 21. April 2023 | Sport Laulara e Benfica | : 1      | Karketu Dili   |
| 23. April 2023 | Atlético Ultramar       | 1:3      | Assalam FC     |